# Analiza macierzy wielu cech – wielu metod
Analiza macierzy wielu cech – wielu metod (ang. multitrait-multimethod matrix) – procedura używana w psychometrii do badania trafności teoretycznej testów psychologicznych. Opracowali ją amerykańscy psycholodzy Donald T. Campbell i Donald Fiske, którzy przedstawili ją w artykule z 1959 r. pt. Convergent and discriminant validation by the multitrait-multimethod matrix opublikowanym w czasopiśmie Psychological Bulletin. W artykule tym autorzy wprowadzili również pojęcia trafności zbieżnej i trafności różnicowej, które są niezbędne do zrozumienia wspomnianej metody.
Jak podaje E. Hornowska, analiza macierzy wielu cech – wielu metod jest jedną z technik analizy macierzy korelacji, a więc grupy metod psychometrycznych służących do badania trafności teoretycznej. W ramach analizy macierzy korelacji bada się korelacje występujące pomiędzy wynikami analizowanego testu psychologicznego z innymi testami. Oczekuje się, że korelacje wyników testów mierzących podobne cechy psychologiczne powinny być wysokie, zaś korelacje testu z wynikami narzędzi psychologicznych mierzących inne cechy powinny być niskie. Analiza macierzy wielu cech – wielu metod jest szczególnie znaną i rekomendowaną metodą badania trafności teoretycznej.

## Opis procedury
Analiza macierzy wielu cech – wielu metod polega na dokonaniu pomiaru co najmniej dwóch niezależnych cech psychologicznych za pomocą co najmniej dwóch niezależnych metod (np. kwestionariusza ankiety, technik projekcyjnych czy oceny dokonanej przez obserwatora). Następnym krokiem w tej procedurze jest sporządzenie macierzy korelacji dla wszystkich badanych cech i wszystkich wykorzystywanych metod.
Zgodnie ze stanowiskiem Campbella i Fiskego, aby test psychologiczny może zostać uznany za trafny teoretycznie wtedy, gdy spełnione zostaną jednocześnie dwa warunki: 1) zostanie wykazane, że wyniki testu korelują odpowiednio wysoko z wynikami podobnych testów (jest to tzw. trafność zbieżna), oraz 2) zostanie wykazane, wyniki testu nie korelują z wynikami testów mierzących inne cechy (jest to tzw. trafność różnicowa).